# 島根県立産業交流会館
島根県立産業交流会館（しまねけんりつさんぎょうこうりゅうかいかん、英語: Shimane Prefectural Convention Center）は、島根県松江市にあるコンベンション・センターである。
通称「くにびきメッセ（Kunibiki Messe）」。通称と同名の財団法人である一般財団法人くにびきメッセが指定管理者として管理運営を行っている。

## 所在地
- 島根県松江市学園南一丁目2番1号
  - 西日本旅客鉄道（JR西日本）山陰本線松江駅から徒歩で約7分
  - 山陰自動車道松江中央ICから車で約5分

## 概要
- 設計者：高松伸（高松伸建築設計事務所）
- 竣工：1993年8月
- 施工者：大林組、森本組、玉木建設、伊藤工務店
- 構造：SRC造、RC造、S造
- 階数：地上5階、地下1階
- 敷地面積：27,032㎡
- 建築面積：8,733㎡
- 延床面積：15,718㎡

## 施設

### 施設設備
- 大展示場（4,018㎡）
- 多目的ホール（686㎡）
- 小ホール（300㎡）
- 国際会議場（616㎡）
- 大会議室（2室）
- 特別会議室（1室）
- 会議室（4室）
- 商談室（11室）
- 特別室（1室）

### テナント
- テンプスタッフフォーラム（1階）
- エフエム山陰（2階、2020年2月10日に山陰中央新報本社ビルから移転）
- バンダイナムコ島根スサノオマジック（6階）